# What Lies Beneath (película)
What lies beneath
(llamada
Revelaciones en Hispanoamérica, y
Lo que la verdad esconde en España)
es una película estadounidense de drama y suspenso del año 2000, protagonizada por Harrison Ford y Michelle Pfeiffer y dirigida por Robert Zemeckis.
Se estrenó el 21 de julio de 2000.
En España se estrenó el 24 de noviembre del mismo año.

## Sinopsis
Una pareja madura ve cómo su hija se ha hecho mayor y se va a la universidad entrando en una nueva fase de su vida. Ella, Claire (Michelle Pfeiffer), pasa cada vez más tiempo en casa; ahora vive a la orilla de un lago en la mansión que una vez perteneció al padre de su marido, el famoso científico Norman Spencer (Harrison Ford). 
Su nueva vecina se llama Mary (Miranda Otto), y un día la encuentra asustada en el jardín de la casa. Claire piensa que ella está aterrorizada por su marido Warren (James Remar). Un día Mary desaparece y Claire comienza a sospechar que fue asesinada.

## Reparto
- Harrison Ford como Norman Spencer.
- Michelle Pfeiffer como Claire Spencer.
- Joe Morton como el Doctor Drayton.
- Diana Scarwid como Jody.
- James Remar como Warren.
- Miranda Otto como Mary Feur.
- Wendy Crewson como Elena.
- Amber Valletta como Madison Elizabeth Frank.

## Recepción crítica y comercial
Según la página de Internet Rotten Tomatoes recibió un 45 % de comentarios positivos, llegando a la siguiente conclusión: "Robert Zemeckis no puede salvar un thriller incomprensible y nada original".
Según la página de Internet Metacritic obtuvo críticas mixtas, con un 51 % de aprobación, basado en 35 comentarios de los cuales 15 son positivos.
Entró directamente al número uno de la taquilla estadounidense, recaudando en Estados Unidos 155 millones de dólares. Sumando las recaudaciones internacionales la cifra asciende a 291 millones, mientras que su presupuesto fue de 100 millones.

## Estrenos mundiales
| País                                                                          | Fecha de estreno                   |
| ----------------------------------------------------------------------------- | ---------------------------------- |
| Alemania                                                                      | Jueves 28 de septiembre de 2000    |
| Argentina                                                                     | Jueves 5 de octubre de 2000        |
| Australia                                                                     | Jueves 2 de noviembre de 2000      |
| Austria                                                                       | Viernes 29 de septiembre de 2000   |
| Bélgica                                                                       | Miércoles 11 de octubre de 2000    |
| Belice · Costa Rica · El Salvador · Guatemala · Honduras · Nicaragua · Panamá | Viernes 6 de octubre de 2000       |
| Bolivia                                                                       | Jueves 5 de octubre de 2000        |
| Brasil                                                                        | Jueves 7 de septiembre de 2000     |
| Bulgaria                                                                      | Viernes 8 de diciembre de 2000     |
| Chile                                                                         | Jueves 5 de octubre de 2000        |
| Chipre                                                                        | Viernes 17 de noviembre de 2000    |
| Colombia                                                                      | Viernes 13 de octubre de 2000      |
| Corea del Sur                                                                 | Sábado 30 de septiembre de 2000    |
| Croacia                                                                       | Jueves 30 de noviembre de 2000     |
| Dinamarca                                                                     | Viernes 13 de octubre de 2000      |
| Ecuador                                                                       | Viernes 20 de octubre de 2000      |
| Egipto                                                                        | Miércoles 18 de octubre de 2000    |
| EAU                                                                           | Miércoles 8 de noviembre de 2000   |
| Eslovenia                                                                     | Jueves 16 de noviembre de 2000     |
| España                                                                        | Viernes 24 de noviembre de 2000    |
| Estados Unidos · Canadá                                                       | Viernes 21 de julio de 2000        |
| Estonia                                                                       | Viernes 24 de noviembre de 2000    |
| Filipinas                                                                     | Miércoles 4 de octubre de 2000     |
| Finlandia                                                                     | Viernes 29 de septiembre de 2000   |
| Francia                                                                       | Miércoles 13 de septiembre de 2000 |

| País                         | Fecha de estreno                   |
| ---------------------------- | ---------------------------------- |
| Grecia                       | Viernes 3 de noviembre de 2000     |
| Hong Kong                    | Jueves 24 de agosto de 2000        |
| Hungría                      | Jueves 30 de noviembre de 2000     |
| India                        | Viernes 15 de septiembre de 2000   |
| Indonesia                    | Miércoles 27 de septiembre de 2000 |
| Islandia                     | Viernes 13 de octubre de 2000      |
| Israel                       | Jueves 21 de septiembre de 2000    |
| Italia                       | Viernes 15 de diciembre de 2000    |
| Jamaica                      | Miércoles 16 de agosto de 2000     |
| Japón                        | Sábado 16 de diciembre de 2000     |
| Letonia                      | Viernes 8 de diciembre de 2000     |
| Líbano                       | Jueves 9 de noviembre de 2000      |
| Lituania                     | Viernes 17 de noviembre de 2000    |
| Malasia                      | Jueves 17 de agosto de 2000        |
| México                       | Viernes 22 de septiembre de 2000   |
| Noruega                      | Viernes 27 de octubre de 2000      |
| Nueva Zelanda                | Jueves 12 de octubre de 2000       |
| Países Bajos                 | Jueves 26 de octubre de 2000       |
| Paraguay                     | Viernes 3 de noviembre de 2000     |
| Perú                         | Jueves 5 de octubre de 2000        |
| Polonia                      | Viernes 10 de noviembre de 2000    |
| Portugal                     | Viernes 20 de octubre de 2000      |
| Puerto Rico                  | Jueves 10 de agosto de 2000        |
| Reino Unido Irlanda          | Viernes 20 de octubre de 2000      |
| República Checa · Eslovaquia | Jueves 2 de noviembre de 2000      |
| República Dominicana         | Jueves 28 de septiembre de 2000    |
| Rumania                      | Viernes 24 de noviembre de 2000    |
| Rusia                        | Jueves 16 de noviembre de 2000     |
| Singapur                     | Miércoles 9 de agosto de 2000      |
| Sudáfrica                    | Viernes 6 de octubre de 2000       |
| Suecia                       | Viernes 3 de noviembre de 2000     |
| Suiza                        | Miércoles 13 de septiembre de 2000 |
| Tailandia                    | Viernes 22 de septiembre de 2000   |
| Taiwán                       | Sábado 30 de septiembre de 2000    |
| Turquía                      | Viernes 24 de noviembre de 2000    |
| Uruguay                      | Viernes 6 de octubre de 2000       |
| Venezuela                    | Miércoles 11 de octubre de 2000    |

## DVD
What Lies Beneath salió a la venta el 10 de octubre de 2001 en España en formato DVD. El disco contiene menús interactivos y acceso directo a escenas.
Simultáneamente, con el lanzamiento del DVD se editó una edición especial de la película que contiene menús interactivos, acceso directo a escenas, cómo se hizo, comentarios, notas de producción, tráiler de cine y reparto y equipo de producción.
También salió en formato VHS, y en el año 2002 se volvió a editar en VHS en la colección "Cine 5 estrellas".